# Gilbert Blane
Gilbert Blane (ur. w sierpniu 1749 w Blanefield, zm. 26 czerwca 1834 w Londynie) – szkocki lekarz wojskowy, reformator medycyny morskiej w Royal Navy. Wdrożył w praktyce obserwacje Jamesa Linda odnośnie zapobiegania szkorbutowi. 

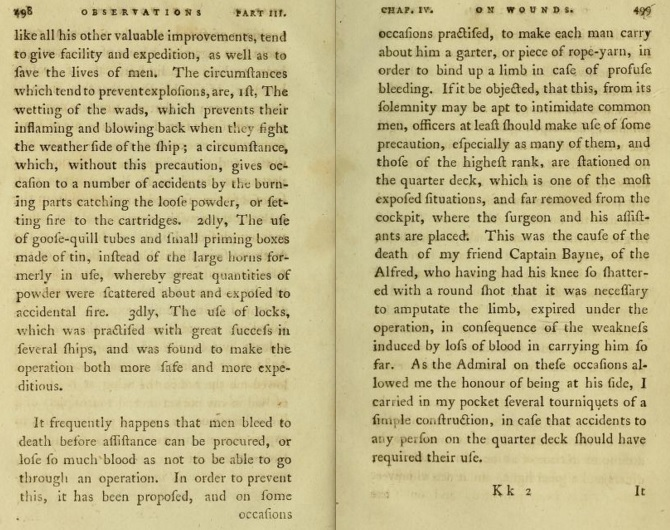
W pracy Observations on the diseases incident to seamen z 1785 postulował także wydawanie marynarzom opasek uciskowych

W latach 1779–1783 brał udział w wyprawach morskich admirała Rodneya jako naczelny lekarz jego floty. W 1781 wykazał, że przy stosowaniu odpowiedniej diety znacznie spada zachorowalność na szkorbut, w związku z tym 1783 w czasie wyprawy wprowadzono sok z cytryny do diety marynarzy. W latach 1783–1795 był lekarzem w Szpitalu św. Tomasza w Londynie.  W 1784 został członkiem Royal Society. W 1785 opublikował pracę Observations on the diseases of seamen, w której postulował m.in. aby marynarzom na czas walki wydawać opaski uciskowe. W 1795 pracując jako Commissioner of the Sick and Wounded Board udało mu się przekonać admiralicję do racjonowania cytrusów na okrętach, co zakończyło erę szkorbutu w Royal Navy.